# Leduc

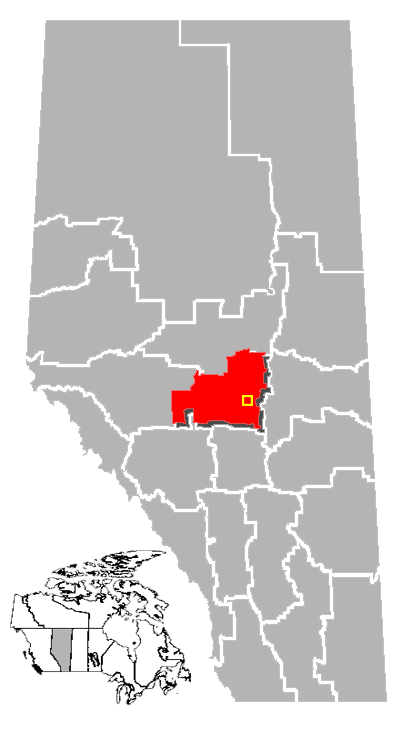
Localização de Leduc em Alberta.

Leduc é uma cidade da província canadense de Alberta, e parte da área metropolitana de Edmonton. Sua população é de aproximadamente 15 mil habitantes.